# Колыванское озеро
Колыва́нское о́зеро (Колыванское, Саввушкино) — проточное пресное озеро на границе Предалтайской равнины и подножия северного склона Колыванского хребта в Змеиногорском районе Алтайского края России. Ближайший населённый пункт — село Саввушка.

## Описание
Озеро располагается на высоте 336 м над уровнем моря, площадь водной поверхности — 4,2 км², длина — 4 км, средняя ширина — 1 км, максимальная — 2,4 км, средняя глубина — 2,2 м, наибольшая — 2,76 м, площадь водосборного бассейна — 55,8 км².
По химическому составу вода озера относятся к классу гидрокарбонатных, кальциевой группы.
Озеро имеет сложную форму, вытянуто в направлении юг — север. Общая длина береговой линии 11,5 км. С восточной стороны впадает Колыванка, с западной — ручей Почтовый, на севере вытекает река Усть-Колыванка. Берега пологие, низкие, местами заросли кустарником. Характерны причудливые формы выветривания береговых скал. Дно илистое, мощность ила до 1,5 м.

## Флора и фауна
В озере произрастает реликтовое растение — остаток древней флоры, распространённой в Сибири до четвертичных оледенений, — водяной орех. Водятся карась, плотва, елец, окунь.

## Значение и охрана
Озеро испытывает большую рекреационную и хозяйственную нагрузку, что негативно сказывается на его состоянии. Ранее охранялось государством как комплексный памятник природы регионального значения, а также предлагалось присвоение уровня федерального значения. По состоянию на 2015 год озеро не имело какого-либо статуса особо охраняемой природной территории.

## Данные водного реестра
По данным Государственного водного реестра России относится к Верхнеобскому бассейновому округу, водохозяйственный участок — Обь от слияния рр. Бия и Катунь до г. Барнаул без р. Алей, речной подбассейн — Обь до впадения Чулыма (без Томи). Речной бассейн — (Верхняя) Обь до впадения Иртыша.
Код объекта в государственном водном реестре — 13010200311115100000479.

## Цитаты
Русский геолог и палеонтолог Г. Е. Щуровский так описал свои впечатления: «…Колывань-озеро, как огромное круглое зеркало, лежало в фантастической раме, между самыми живописными гранитными скалами».

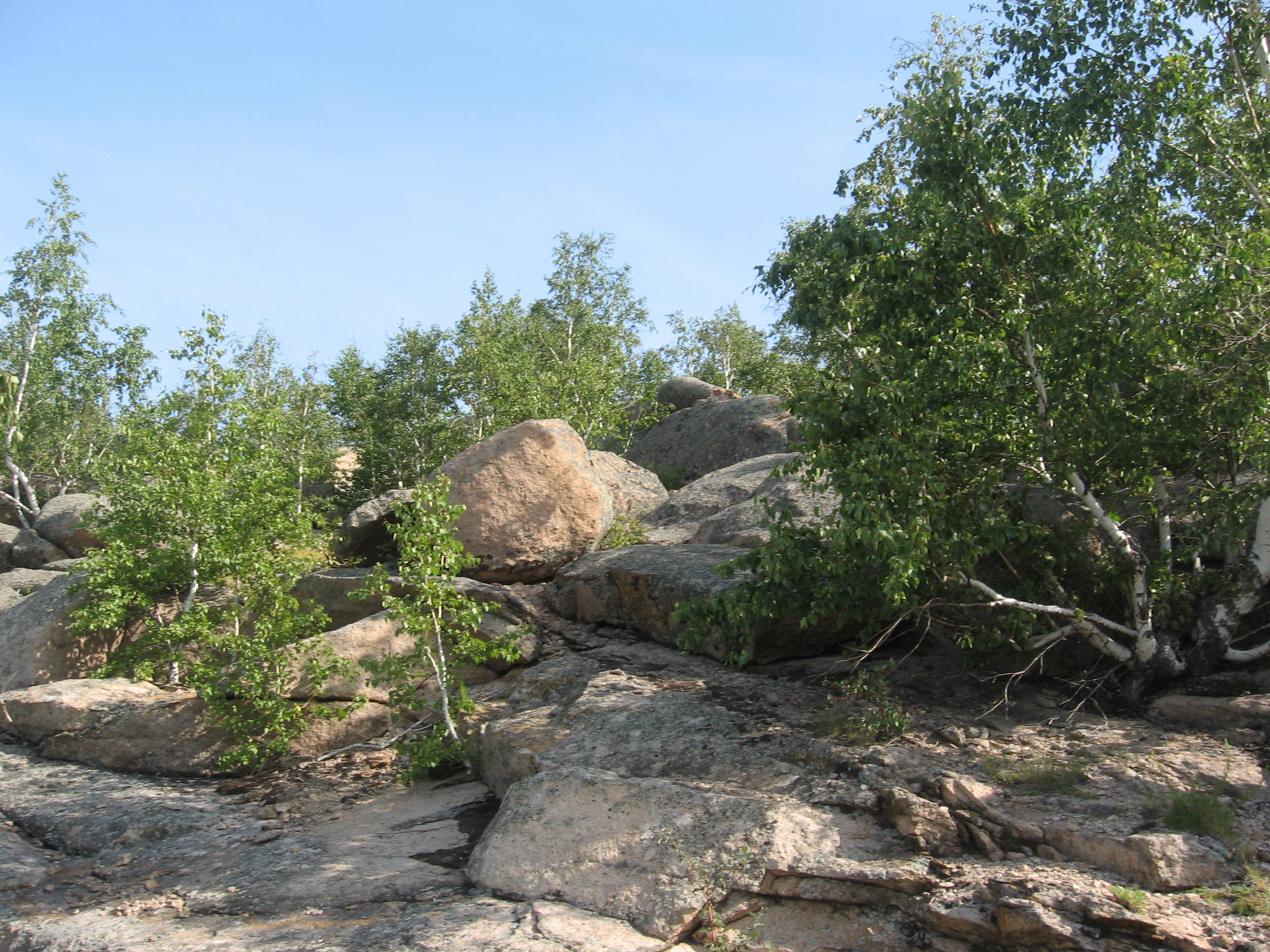
Скалы, озеро, Алтай.
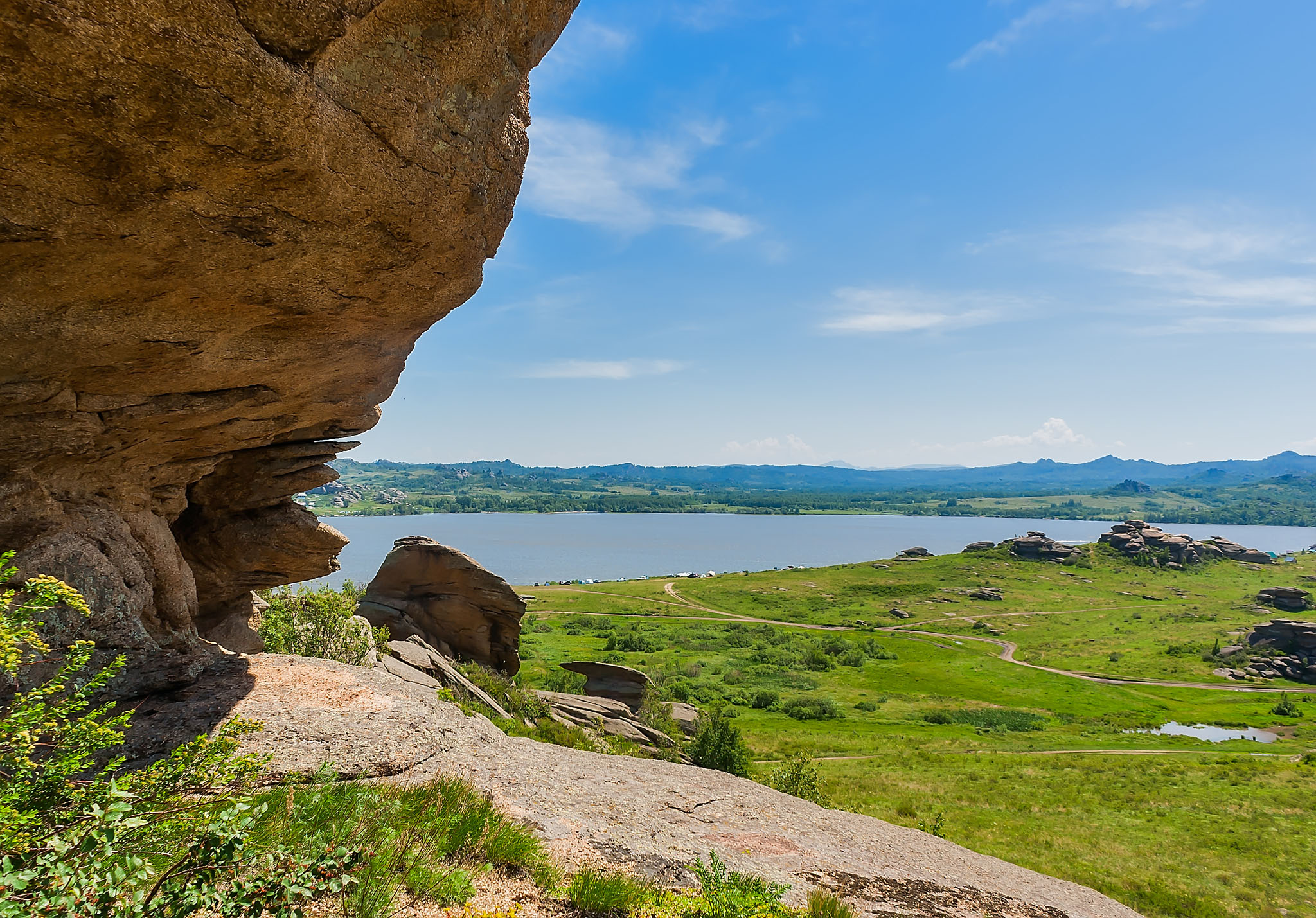
Скалы у озера.
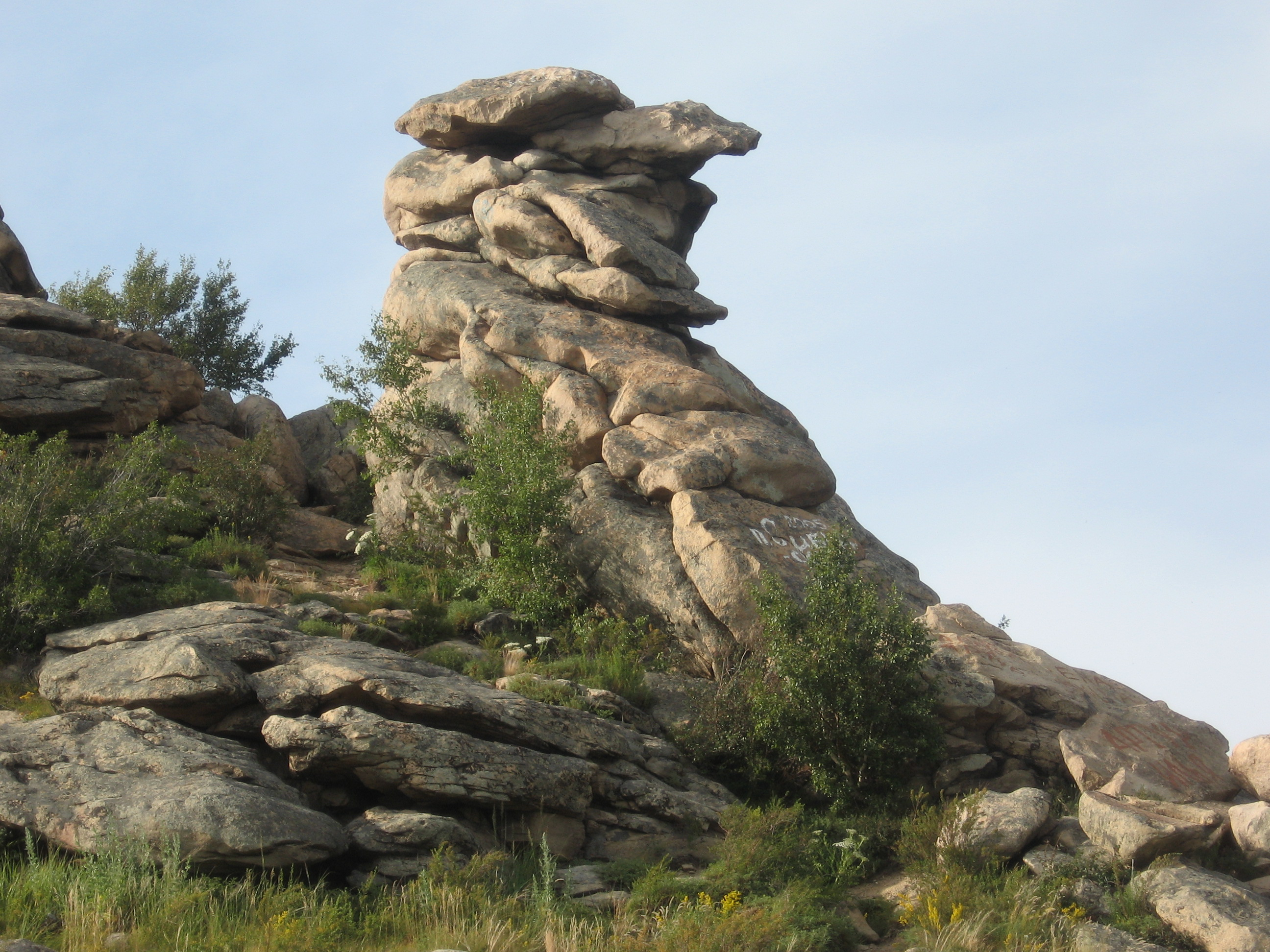
Скала на берегу.
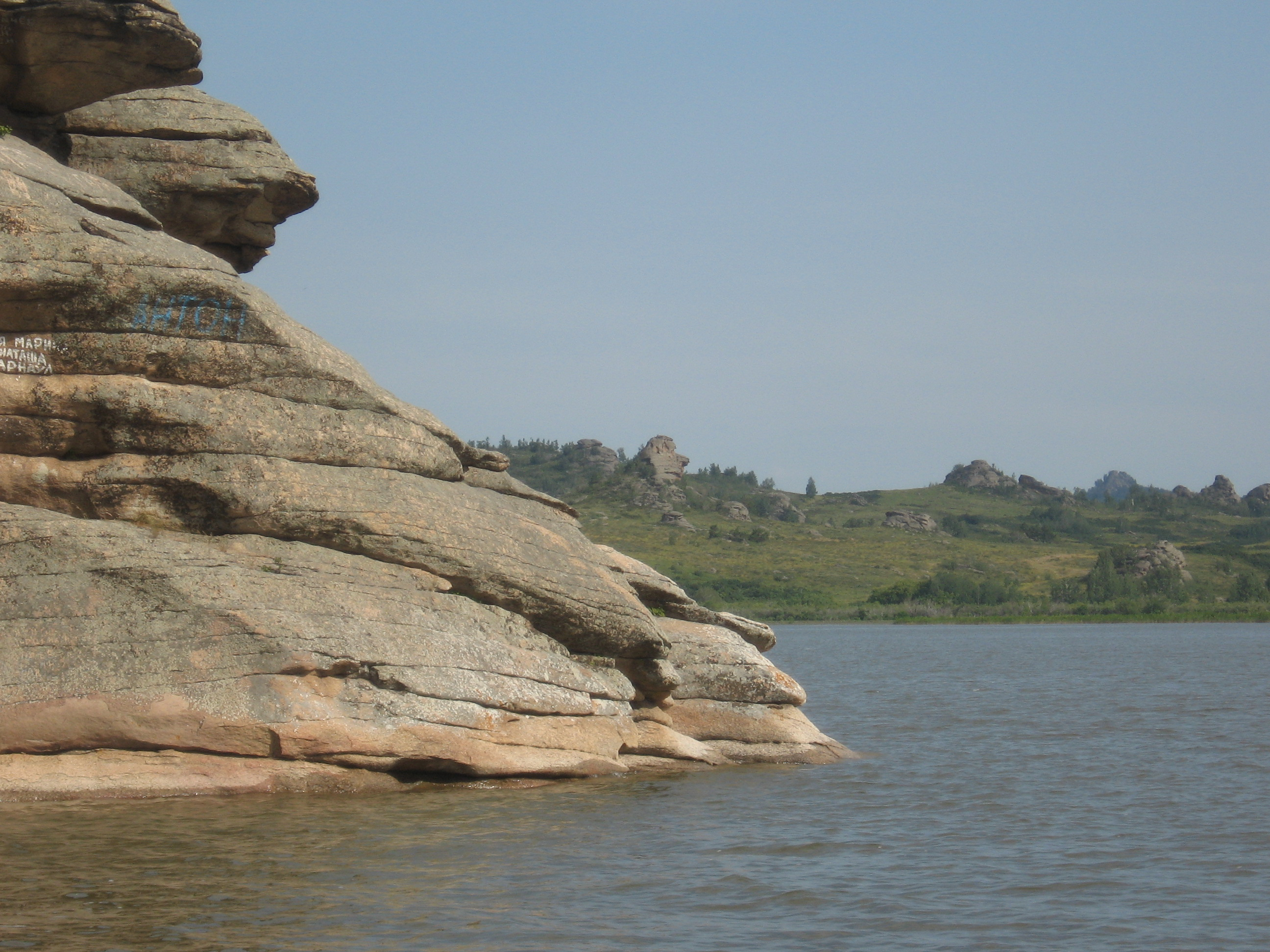
Колыванское озеро.
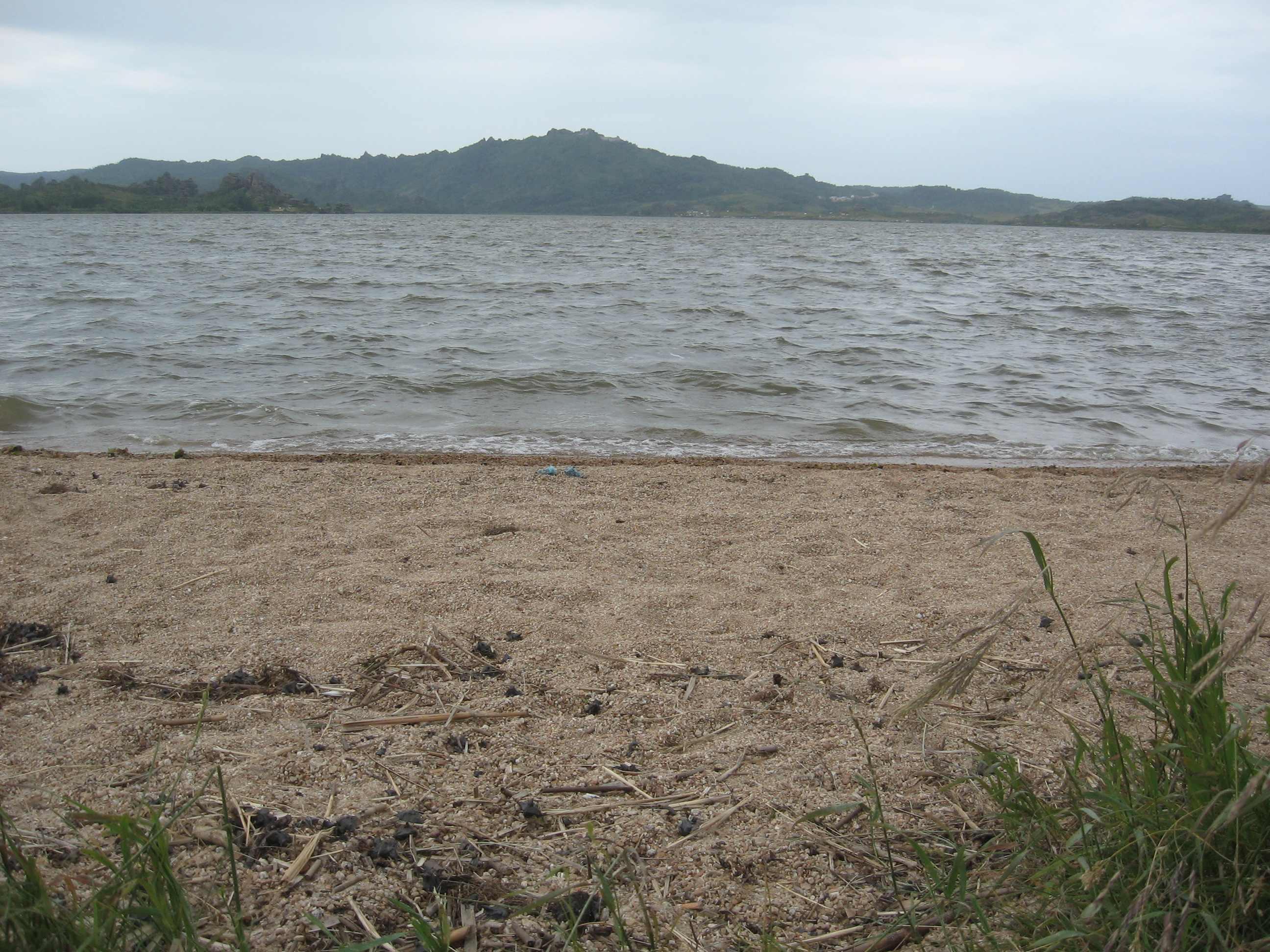
Орехи чилима на северном берегу озера.